# Skate and Slam
Skate and Slam (stylisé Skate & Slam) est un jeu vidéo de skateboard développé et édité par Gameloft, sorti en 2003 sur téléphone mobile.
Il a pour suite Vans Skate and Slam feat. Geoff Rowley.